# Tornetti
Tornetti è una frazione del comune di Viù, situato nell'omonima valle, una delle tre Valli di Lanzo, nella città metropolitana di Torino.

## Storia

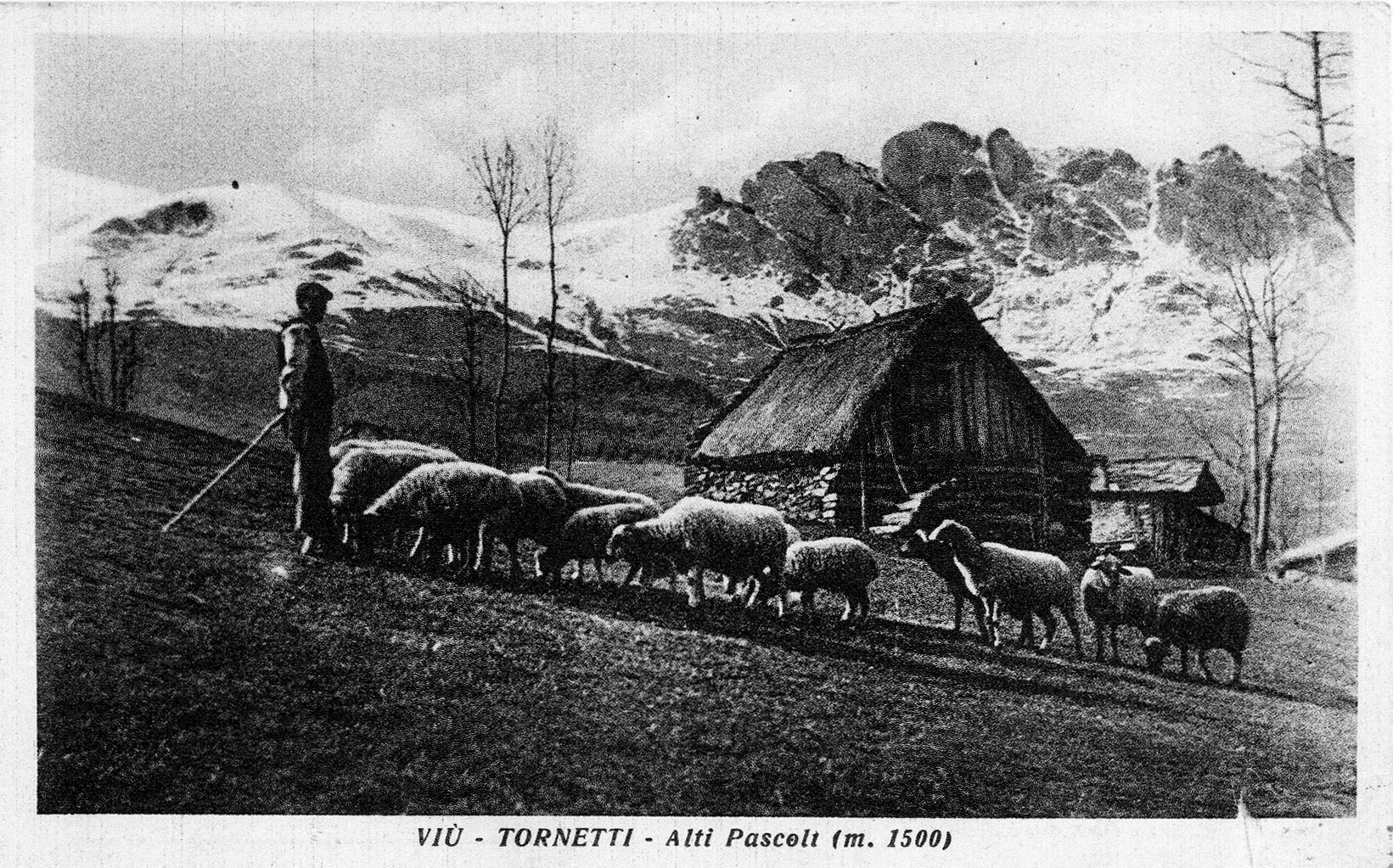
Pascoli ai Tornetti di Viù, con la Rocca Moross sullo sfondo

La borgata viene per la prima volta citata in un testamento risalente al 27 febbraio 1383, data in cui Amedeo VI di Savoia, conosciuto come il Conte Verde, permise agli abitanti delle zone di pascolare il bestiame liberamente nel territorio che era del casato. Antico centro residenziale, era il luogo dei benal, particolari fienili in pietra e paglia di segale del territorio.
Al centro dell'anfiteatro, in mezzo a prati e alpeggi, sorge completamente isolata dalle altre montagne la Rocca Sapai (1.364 m), un caratteristico roccione alto più di 100 metri che risulta ben visibile da tutta la conca dei Tornetti. Tale notevole roccione ospita diverse vie di arrampicata sulla sua parete più a valle ed è sormontato da un pilone votivo.
 La Rocca Sapai è stata rappresentata dal pittore piemontese Francesco Gonin nel 1850, il quale ne rimase a tal punto affascinato da volerla immortalare in un dipinto che oggi si trova in esposizione permanente alla GAM di Torino.

## Alpinismo e sci
La conca dei Tornetti è apprezzata per la sua  bellezza paesaggistica, ed è circondata da un anfiteatro di vette di modesta altezza, dominato dalle imponenti pareti rocciose della Rocca Moross (2.135 m). La massima elevazione è tuttavia costituita dalla meno appariscente cima del Ciarm del Prete (2.390 m). La conca dei Tornetti, data la modesta inclinazione dei suoi pendii e l'ottima posizione soleggiata di cui gode oltre che per la varietà dei percorsi, è particolarmente adatta per la pratica dello sci alpinismo invernale. Tra le varie escursioni possibili, effettuabile d'inverno con gli sci da sci alpinismo, si può ricordare quella che raggiunge passo Miette, che collega la conca dei Tornetti con Lemie.